# Alessandro Mochetti

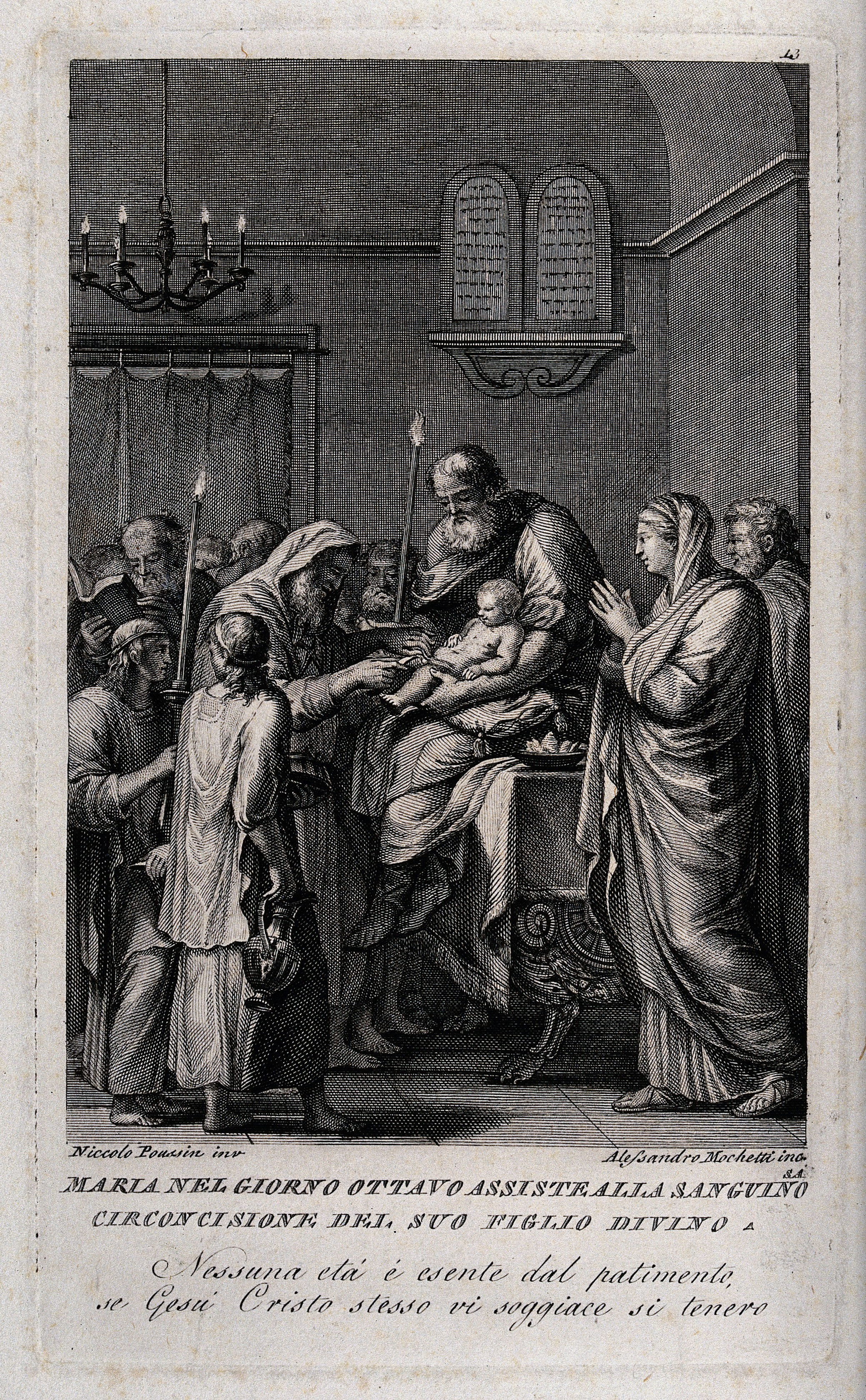
Alessandro Mochetti, Circoncisione di Cristo, da Nicolas Poussin

Alessandro Mochetti (1760 – 1812) è stato un incisore italiano.

## Biografia
Scarse sono le notizie biografiche di Alessandro Mochetti. Fu allievo di Giovanni Volpato e lavorò soprattutto con editori romani. Partecipò alla realizzazione delle tavole illustrative dell'opera, a più mani, La Bibbia di Raffaello, pubblicata nel 1789 da Pietro Paolo Montagnani e che ebbe successive edizioni e contribuì con le sue incisioni ad illustrare l'opera Il Duomo di Orvieto.
Per la serie di stampe Episodi della vita di Pio VI incise la tavola Partenza da Roma di S.S. Pio VI per Siena scortato da Dragoni Francesi seguiti nella notte del dì 20 feb. 1798.
Ha inciso immagini tratte da tele di molti artisti, tra cui Francesco Manno. Suo figlio Giuseppe è stato incisore e ha operato presso la Calcografia Romana (oggi Istituto nazionale per la grafica).

### Incisioni per illustrare libri
- Tavole, in Picturae peristyli Vaticani, manus Raphaeli SancI in tabulis aereis nova cura expressae, chartisque redditae anno 1790[5]
- Tavola dal disegno di Stefano Tofanell, in Introduzione generale allo studio della geografia contenente una compendiosa notizia 1. Della sfera, e de' due globi celeste, e terrestre. 2. De' termini generali della geografia di Giovanni Maria Cassini (1745-1824)[6]
- Tavole, in Considerazioni cristiane sopra i novissimi del cavaliere march. Valerio Ciccolini Silenzj, patrizio maceratese di Valerio Ciccolini Silenzi[7]
- Tavole calcografiche, in  Illustrazioni de' monumenti scelti borghesiani già esistenti nella villa sul Pincio di Ennio Quirino Visconti[8]
- Ritratti da Bartolomeo Pinelli, in Collezione di vite e ritratti di uomini e donne illustri degli ultimi tempi[9]
- Tavole da Niccolas Poussin, in Breve compendio della vita di Maria santissima / compilato dal sac. Bartolommeo Guidetti; dietro la scorta de' 24 rami incisi in Roma del ch. signore Alessandro Mochetti su disegni di Nicolas Poussin con aggiunte dell'Ave Maria con meditazioni sopra questa bella orazione di Bartolomeo Guidetti[10]
- Ritratti, in Meritevoli e rinunzianti a dignità ecclesiastiche dal 1570 al 1850 di Michelangelo da Rossiglione e Bonifazio da Nizza[11]
- Ritratti, in Cenni biografici e ritratti di padri illustri dell'ordine capuccino di Michelangelo da Rossiglione[12]